# Life Begins with Love
Pour plus de détails, voir Fiche technique et Distribution.
Life Begins with Love est un film américain réalisé par Ray McCarey, sorti en 1937.

## Fiche technique
- Titre : Life Begins with Love
- Réalisation : Ray McCarey
- Scénario : Thomas Mitchell, Brown Holmes et Dorothy Bennett
- Photographie : Lucien Ballard
- Montage : Viola Lawrence
- Société de production : Columbia Pictures
- Pays de production : États-Unis
- Format : Noir et blanc - 1,37:1
- Genre : comédie dramatique
- Durée : 72 minutes
- Date de sortie : 1937

## Distribution
- Jean Parker : Carole Martin
- Douglass Montgomery : William Addington Drake IV
- Edith Fellows : Dodie Martin
- Leona Maricle (en) : Millicent Bonham
- Lumsden Hare : William Addington Drake III
- Aubrey Mather : Roberts
- James Burke : Darby McGraw
- Scotty Beckett : Jeune garçon